# NGC 7221
NGC 7221 (другие обозначения — PGC 68235, ESO 467-18, MCG -5-52-43, AM 2208-304, IRAS22083-3048) — галактика в созвездии Южная Рыба.
Этот объект входит в число перечисленных в оригинальной редакции «Нового общего каталога».